# Louis Hoyack
Louis Johan August (Louk) Hoyack (Rotterdam 5 maart 1893 - Den Haag, 16 februari 1967) was een Nederlands theosoof, schrijver, en dichter. Hij woonde en werkte lange tijd in Den Haag, en in Frankrijk. Hij was aanhanger van het soefisme. 
Hoyack werd geboren in Rotterdam als zoon van Friedrich Carl Hoyack en Brigitte Pauline Barones Sweerts de Landas Wyborgh (1864-1931). Na een opleiding in de theosofie, sloot Hoyack zich aan bij de Soefi Beweging. Op het laatste bezoek in Nederland van Hazrat Inayat Khan in januari 1924 was hij erbij. In het interbellum ontwikkelde hij een langdurige vriendschap met Piet Mondriaan. Hij had ook invloed op de Franse kubistische schilder Albert Gleizes en op de Margareta Hudig-Frey, met wie hij een historisch werk publiceerde. 
Hoyacks was twee keer eerder getrouwd geweest voor hij trouwde en verder leefde met Johanna Daniëla (Ella) Cramerus (1891-1979).

## Publicaties, een selectie
- Tijdgeest : een cultuurphilosophische studie. Kluwer, 1931.
- De toekomst der machine : sociologische analyse van den modernen tijd. Kluwer, 1931.
- Ideeën over Kunst en Schoonheid, Deventer: Kluwer, 1934.
- Die Botschaft von Inayat Khan, met Margareta Hudig-Frey, Komm. Bollmann AG., 1948.
- Veertien denkers: sonnetten, 1954.
- De philosophie der verveling, Deventer: Kluwer, 1954.
- Heeft het leven een doel?: Een levensleer, 1957.
- Homo adorans: beschouwingen over godsdienst en mythologie, 1963.
- Spinoza als uitgangspunt, Deventer: Kluwer, 1966.